# Дрејпер (Вирџинија)
Дрејпер (енгл. Draper) насељено је место без административног статуса у америчкој савезној држави Вирџинија.

## Демографија
По попису из 2010. године број становника је 320.
| Група             | 2000.    | 2010.       |
| Белци             | 0 (0,0%) | 298 (93,1%) |
| Афроамериканци    | 0 (0,0%) | 19 (5,9%)   |
| Азијати           | 0 (0,0%) | 0 (0,0%)    |
| Хиспаноамериканци | 0 (0,0%) | 0 (0,0%)    |
| Укупно            | 0        | 320         |